# Finlex
Finlex is een database die juridische informatie over Finland bevat. De eigenaar is het Finse Ministerie van Justitie. De database wordt beheerd door Edita Publishing Oy.
De website werd gelanceerd op 29 oktober 1997 en is vrij te gebruiken. De website bevat onder andere Finse wetten en decreten en vertalingen hiervan. Verder bevat het wetten en besluiten.